# Gjumri
Gjumri (armensk: Գյումրի) er en by i det vestlige Armenien ved floden Achurjan i provinsen Sjirak. Byen har 121.976 (2011) indbyggere, hvilket gør den til Armeniens næststørste by (efter hovedstaden Jerevan). Den er en af landets vigtigste industribyer og er en af de byer som blev hårdest ramt af jordskælvet i december 1988. 
De tidligste bopladser i byen kan spores tilbage til græske kolonister i det 4. århundrede f.Kr. eller til kimmerierne år 720 f.Kr., som kan have været ophav til byens ældre navn Kumajri. Den moderna by blev grundlagt som den russiske by Aleksandropol i 1834. Et russisk fort blev anlagt på stedet i 1837. Byen kaldtes i perioden 1924-1990 for Leninakan og 1990-1992 for Kumajri.
Udenfor Gjumri ligger Sjiraks internationale lufthavn.